# Antónia Zichy
Contessa Antónia Erzsébet Valburga Zichy de Zich et Vásonkeő (Cífer, 14 luglio 1816 – Dáka, 28 settembre 1888) è stata una nobile e rivoluzionaria ungherese, fu moglie del celebre politico e rivoluzionario ungherese Lajos Batthyány.

## Biografia

### La famiglia
Discendente dalla nobile famiglia ungherese degli Zichy, Antonia era figlia del conte Károly Zichy (1785-1876), ciambellano imperiale e reale, e della contessa Antónia Batthyány (1789-1825). Era la sestogenita dei suoi genitori e suoi padrini di battesimo furono il ciambellano reale János Knapich e sua moglie Anna Szilágyi.

### Il matrimonio e la causa rivoluzionaria

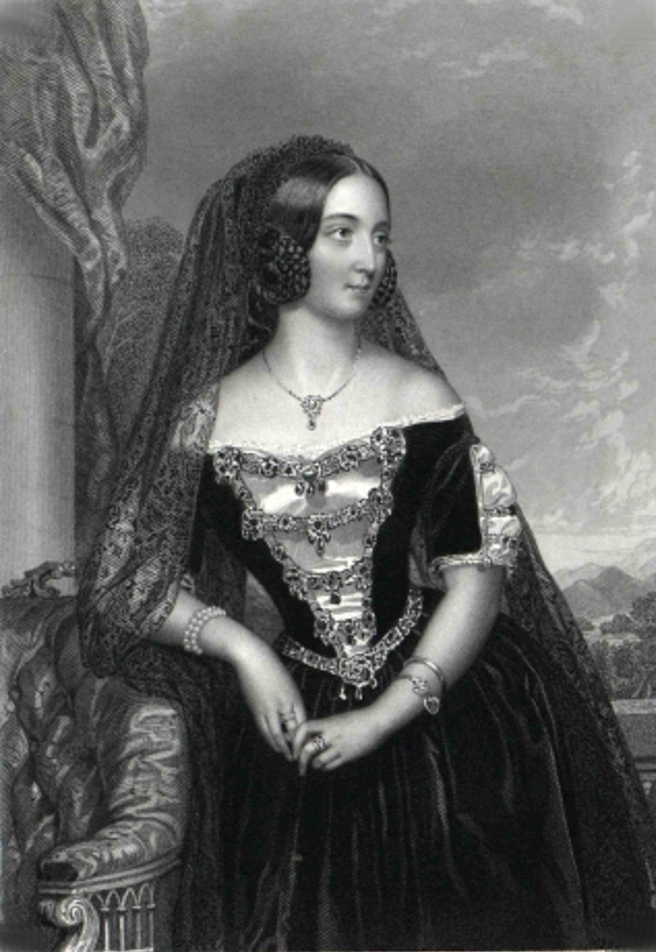
La contessa Antónia Zichy in un'incisione di Miklós Barabás.

Il 14 dicembre 1834, Antonia sposò il conte Lajos Batthyány a Bratislava. In occasione del loro matrimonio, la coppia si trasferì al castello dei Batthyány. Negli anni successivi nei quali il marito si impegnò particolarmente in politica a favore dell'Ungheria, Antonia ebbe una notevole influenza su di lui, spingendosi sull'esempio ricevuto da suo padre ad essere una vera "ragazza della patria".

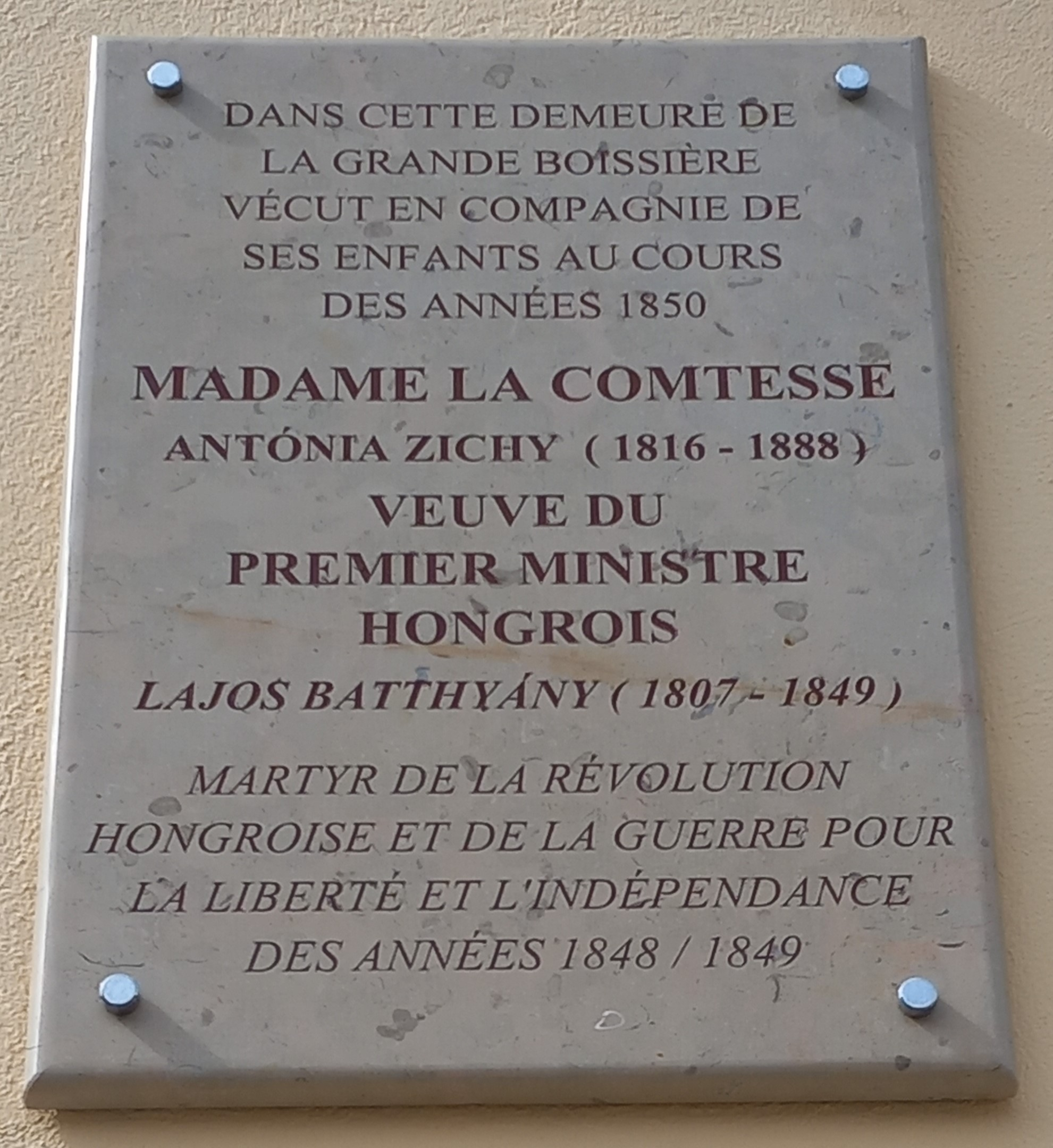
Lapide commemorativa presso la école internationale a Ginevra

Allo scoppio della rivoluzione ungherese del 1848, Batthyány entrò a far parte della guardia nazionale schierata contro i croati, fedeli agli Asburgo. Il 13 giugno, Antonia fu la prima a sventolare la bandiera dei rivoluzionari sulla contea di Vas e subito dopo si portò a Budapest per assistere il marito e le persone ivi presenti che stavano combattendo contro gli uomini del generale Windischgrätz. Il 9 gennaio 1849 suo marito venne arrestato e con lui anche Antonia, la quale ad ogni modo venne rilasciata poco dopo. Nelle sue memorie Antonia scrisse:
Durante la sua prigionia, Antonia poté visitare Batthyány due volte a settimana e portargli a vedere i figli. Quando suo marito venne condannato a morte nel settembre del 1849, poté vederlo l'ultima volta il 5 ottobre. Rimasta vedova venne costretta dapprima a lasciare Budapest e poi a lasciare anche l'Ungheria, portandosi a Ginevra. Dopo dieci anni fece ritorno in Ungheria per assistere al degno funerale del marito che il governo nel frattempo aveva riconosciuto come giusto e che venne sepolto in un primo momento nella Chiesa dei Francescani di Pest e poi in un grandioso mausoleo nel cimitero di Kerepesi.
Quando suo figlio primogenito conobbe la contessa Maria Luisa Larisch-Wallersee, nipote dell'imperatrice Elisabetta, e si dichiarò intenzionato a sposarla, Antonia gli scrisse in una lettera: "Non ci uniremo mai con una famiglia assassina!", dal momento che non poteva perdonare a Francesco Giuseppe di aver firmato l'ordine di esecuzione del marito. La madre giunse a dire al figlio che se avesse sposato la contessa si sarebbe suicidata il giorno stesso del matrimonio della coppia. Di fronte a queste pressioni, il matrimonio non si fece.
Morì a Dáka il 28 settembre 1888.